# Aptychotrema bougainvillii
Aptychotrema bougainvillii és un peix de la família dels rinobàtids i de l'ordre dels rajiformes que es troba a les costes d'Austràlia. Pot arribar als 100 cm de llargària total.